# Parafia św. Stanisława Biskupa w Unikowie
Parafia Świętego Stanisława Biskupa w Unikowie – parafia rzymskokatolicka, znajdująca się w diecezji kaliskiej, w dekanacie Złoczew.